# 圣艾尼昂代努瓦耶
圣艾尼昂德努瓦耶（法語：Saint-Aignan-des-Noyers，法語發音：[sɛ̃.t‿ɛɲɑ̃ de nwaje]）是法国谢尔省的一个市镇，位于该省东南部，属于圣阿芒蒙龙区。

## 地理
圣艾尼昂德努瓦耶（46°45'56"N, 2°48'58"E）面积10.95 平方千米，位于法国中央-卢瓦尔河谷大区谢尔省，该省份为法国中部省份，北起卢瓦雷省，西接卢瓦-谢尔省和安德尔省，南至克勒兹省，东南接阿列省，东临涅夫勒省。
与圣艾尼昂德努瓦耶接壤的市镇（或旧市镇、城区）包括：吕尔西莱维、瓦利尼、欧布瓦河畔欧日、贝赛勒弗罗芒塔勒、讷伊昂丹。
圣艾尼昂德努瓦耶的时区为UTC+01:00、UTC+02:00（夏令时）。

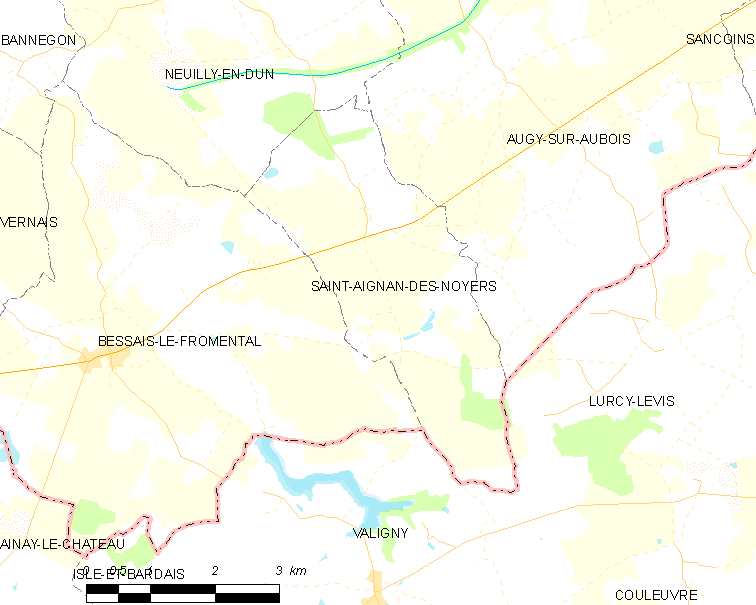
圣艾尼昂德努瓦耶的OSM定位图

## 行政
圣艾尼昂德努瓦耶的邮政编码为18600，INSEE市镇编码为18196。

## 政治
圣艾尼昂德努瓦耶所属的省级选区为欧龙河畔丹县。

## 人口

1962-2008年间圣艾尼昂德努瓦耶人口变化图示

圣艾尼昂德努瓦耶于2022年1月1日时的人口数量为74人。